# Салтыков, Сергей Васильевич (1778)
Серге́й Васи́льевич Салтыко́в (21 апреля 1778 — 10 мая 1846) — известный петербургский богач, коллекционер и библиофил пушкинского времени. Принадлежал к старшей линии рода Салтыковых.

## Биография
Сын действительного статского советника Василия Петровича Салтыкова (1753—1807) от брака его с фрейлиной княжной Евдокией Михайловной Белосельской (1748—1824). По отцу потомок генерал-аншефа В. Ф. Салтыкова; по матери — внук вице-адмирала князя М. А. Белосельского.
Вместе с младшим братом Михаилом получил хорошее домашнее образование под руководством швейцарца Давида де Будри (1756—1821), младшего брата Ж.-П. Марата. Службу начал корнетом лейб-гвардии Конного полка. В юности воспитывался вместе с великим князем Александром Павловичем, но за дерзкое обращение с последним был удален от дворца.
По отзывам современника, Салтыков имел наружность придворного, роста был ниже среднего, широк в плечах и имел привычку опускать голову так низко, что казался горбатым. Он был человек образованный, обладал довольно большими историческими познаниями, но отличался чванством и хвастовством. Кроме того, он обладал злым языком, не щадившим ни своих, ни чужих. Как-то в одном из разговоров он утверждал, что император Павел I является сыном его двоюродного деда, С. В. Салтыкова. Узнав об этом, Павел приказал своему флигель-адъютанту князю Н. Г. Волконскому высечь Салтыкова, что и было исполнено «по-родственному». После этого Салтыков в 1800 году удалился со службы в чине штабс-ротмистра и уже никогда более не служил.

Большое состояние позволяло Салтыкову жить независимо. В своем петербургском особняке на Малой Морской по вторникам он устраивал танцевальные вечера, где играл его собственный небольшой бальный оркестр. Сам он называл свои вечера «Les mardis europeens» («Европейские вторники»). К его богатому столу был свободный доступ любому дворянину, но надо было являться только во фраке. Часто бывал у него А. С. Пушкин с женой, в ноябре 1836 года на бале у Салтыкова было объявлено о помолвке Дантеса с Е. Гончаровой. Графиня Д. Фикельмон писала о супругах Салтыковых: 
Сами хозяева мне нравятся; он любезный, одухотворенного ума человек, она — очень добрая и замечательная особа, но я задыхаюсь в их салоне, зала маленькая, тесная, танцуешь, словно марионетка, и мне кажется, будто я в трактире.
В петербургском высшем обществе Салтыков был известен своими чудачествами, своей богатейшей библиотекой, остававшейся для всех недоступной, так как никому не позволялось прикасаться к его книгам, и собранием драгоценных табакерок, которые он покупал по дорогой цене в Париже и Лондоне, для чего держал специальных агентов за границей. После его смерти дом и его коллекция были проданы.
«Le glorieux» («славный») Салтыков, как звали его современники, умер 10 мая 1846 года и был похоронен на кладбище Александро-Невской лавры в Петербурге.

## Семья
Жена (с 10 января 1803 года) — Александра Сергеевна Салтыкова (178. —1854), дочь генерал-майора Сергея Николаевича Салтыкова от брака его с графиней Анастасией Фёдоровной Головиной. Похоронена на кладбище Симонова монастыря в Москве. В браке имела троих сыновей и дочерей, которым отец их дал особые прозвища:
- Михаил Сергеевич (ум. 1849)
- Александра Сергеевна (1807—после 1849), замужем (с 13 сентября 1848 года)[7] за капитаном Виктором Николаевичем Травинским (1807).
- Анастасия Сергеевна (10.04.1809—1853), звалась отцом «la baronne» (баронессой), замужем за шведским дипломатом Якобом Моргенстерном[норв.].
- Елена Сергеевна (29.06.1810[8]— ?), крещена 30 июня 1810 года в Исаакиевском соборе при восприемстве графа Н. И. Салтыкова и  княгини Н. П. Голицыной; отец называл её «roche-croche», что соответствовало её дородности, замужем (с 21 октября 1849 года; Берлин) за вдовцом прусским поручиком Вернером Адольфом фон Фохтс-Рэтц (1808— ?).
- Софья Сергеевна (05.06.1812[9]— ?), крещена 14 июня 1812 года в Исаакиевском соборе при восприемстве графа А. Н. Салтыкова; откликалась на имя «Таша».
- Василий Сергеевич (02.04.1814[10]—28.12.1815), крещен 8 апреля 1814 года в Исаакиевском соборе при восприемстве П. В. Мятлева и баронессы Н. М. Строгановой.
- Наталья Сергеевна (27.03.1817[11]— ?), крещена 31 марта 1817 года в Исаакиевском соборе при восприемстве князя А. С. Голицына и сестры Анастасии; замужем за генерал-майором Жеребцовым.
- Сергей Сергеевич (1819—1904), коллежский советник, с 20 октября 1846 года женат на Наталье Александровне Безобразовой (1822—1895), дочери А. М. Безобразова.